# ناحیه پلیزنت ماوند، شهرستان باند، ایلینوی
ناحیه پلیزنت ماوند، شهرستان باند، ایلینوی (به انگلیسی: Pleasant Mound Township) یک منطقهٔ مسکونی در ایالات متحده آمریکا است که در شهرستان باند، ایلینوی واقع شده‌است. ناحیه پلیزنت ماوند ۱٬۰۱۸ نفر جمعیت دارد و ۱۷۱ متر بالاتر از سطح دریا واقع شده‌است.